# Яресько, Наталья Ивановна
Ната́лья Ива́новна (Натали Энн) Яре́сько (англ. Natalie Ann Jaresko, укр. Наталія Іванівна Яресько; род. 24 апреля 1965, Элмхерст, штат Иллинойс, США) — министр финансов Украины (2 декабря 2014 — 14 апреля 2016).
Предприниматель. Соучредитель и бывший исполнительный директор инвестиционной компании Horizon Capital. Член «Ради конкурентоспроможності України».

## Биография
Родилась 24 апреля 1965 в городе Элмхерст, штат Иллинойс, США, в семье выходцев с Украины.
С 1979 по 1983 год обучалась в Addison Trail High School.
В 1987 году получила степень бакалавра наук в частном университете Де Поля (Чикаго, штат Иллинойс) в области бухгалтерского учёта.
В 1989 году в Школе государственного управления им. Кеннеди при Гарвардском университете со степенью магистра государственного управления.
В 1989—1991 годах — сотрудник по экономическим вопросам в Отделе Советского Союза, Департаменте Европы и Канады Государственного Департамента США (Вашингтон, США).
В 1991—1992 годах — советник в Экономическом Бюро Государственного Департамента США (Вашингтон, США).
В 1992—1995 годах — председатель экономического отдела Посольства Соединённых Штатов Америки на Украине (Киев).
В 1995 году перешла работать в фонд прямых инвестиций в малый и средний бизнес Western NIS Enterprise Fund (WNISEF) региональным менеджером по инвестициям, который осуществляет свою деятельность на территории СНГ, в 2001 году возглавила WNISEF. WNISEF был создан по решению Конгресса США и финансируется правительством США через Агентство США по международному развитию (USAID).
В 2006 году Наталия Яресько основала свою управляющую компанию Horizon Capital. В первый фонд Emerging Europe Growth Fund (EEGF) Horizon Capital было собрано 132 миллиона долларов. В 2008 году был запущен фонд ЕEGF II объёмом 370 миллионов долларов.
Horizon Capital владел долями в компаниях «Агро-Союз», «Датагруп», «Витмарк-Украина», «Инкерман» (крупнейший производитель вин на Украине), «Швидко», «ТКС Банк», «МТБанк» (Беларусь), «Востокфинанс Групп», «Биофарма» и др.
Яресько была членом Консультативного совета по вопросам иностранных инвестиций при президенте Ющенко и консультативного комитета Украинского центра содействия иностранному инвестированию при Кабинете министров Украины.
В 2013 году была членом наблюдательного совета «Актив-Банка».
1 декабря 2014 года Андрей Садовый отказался от предложенной ему должности первого вице-премьер-министра во втором правительстве Арсения Яценюка. На эту должность он предложил выбрать Наталью Яресько. По словам Садового, несмотря на то, что Яресько родилась в США, она последние 20 лет живёт на Украине, является настоящим патриотом страны и прекрасно знает все украинские реалии.
2 декабря Президент Украины Пётр Порошенко предоставил Наталье Яресько украинское гражданство. Вместе с ней украинскими гражданами также стали будущие министры, приглашённые из других стран Александр Квиташвили и Айварас Абромавичус.
В тот же день Верховная Рада Украины утвердила новый состав Кабинета министров, в состав которого вошла Наталья Яресько как министр финансов.
В этой должности она проводит встречи с иностранными кредиторами Украины, чтобы объяснить всю сложность экономической ситуации в стране и рассказать о готовности правительства к дальнейшим реформам. В числе ключевых причин экономического кризиса на Украине Яресько называет коммунизм и плановую экономику в её прошлом.
После событий 2014 года Украина оказалась на грани дефолта. В должности министра финансов Н. Яресько смогла достичь договорённостей с инвесторами о реструктуризации $19,3 млрд государственных долгов и списании $3,8 млрд, что позволило избежать дефолта. Сумму выплаты по евробондам в $15,6 млрд перенесли на 2019—2027 годы со средним купоном 7,75 % (по состоянию на 2019 год, ежегодно по ним приходится выплачивать порядка около $1,7 млрд).
Её называли возможным кандидатом в преемники Арсения Яценюка на посту премьер-министра Украины. В декабре 2015 года она заявила, что в случае получения предложения возглавить правительство она его отклонит. В марте 2016 года глава Администрации президента Украины Борис Ложкин вновь назвал Яресько в числе кандидатов на пост премьер-министра.
В октябре 2015 года Яресько заявила, что если украинское правительство не будет проводить экономические реформы, она уйдёт в отставку.
Как отмечает «РБК-Украина», первоначально считавшаяся человеком из команды президента Порошенко, за год работы в должности министра Яресько «сильно „дрейфовала“» в сторону премьер-министра А. Яценюка. В декабре 2015 года издание, ссылаясь на источники из окружения Яресько, утверждает что она и её команда находятся на грани отставки по собственному желанию.
2015 год она в большей степени занималась проблемой реструктуризации внешнего долга страны.

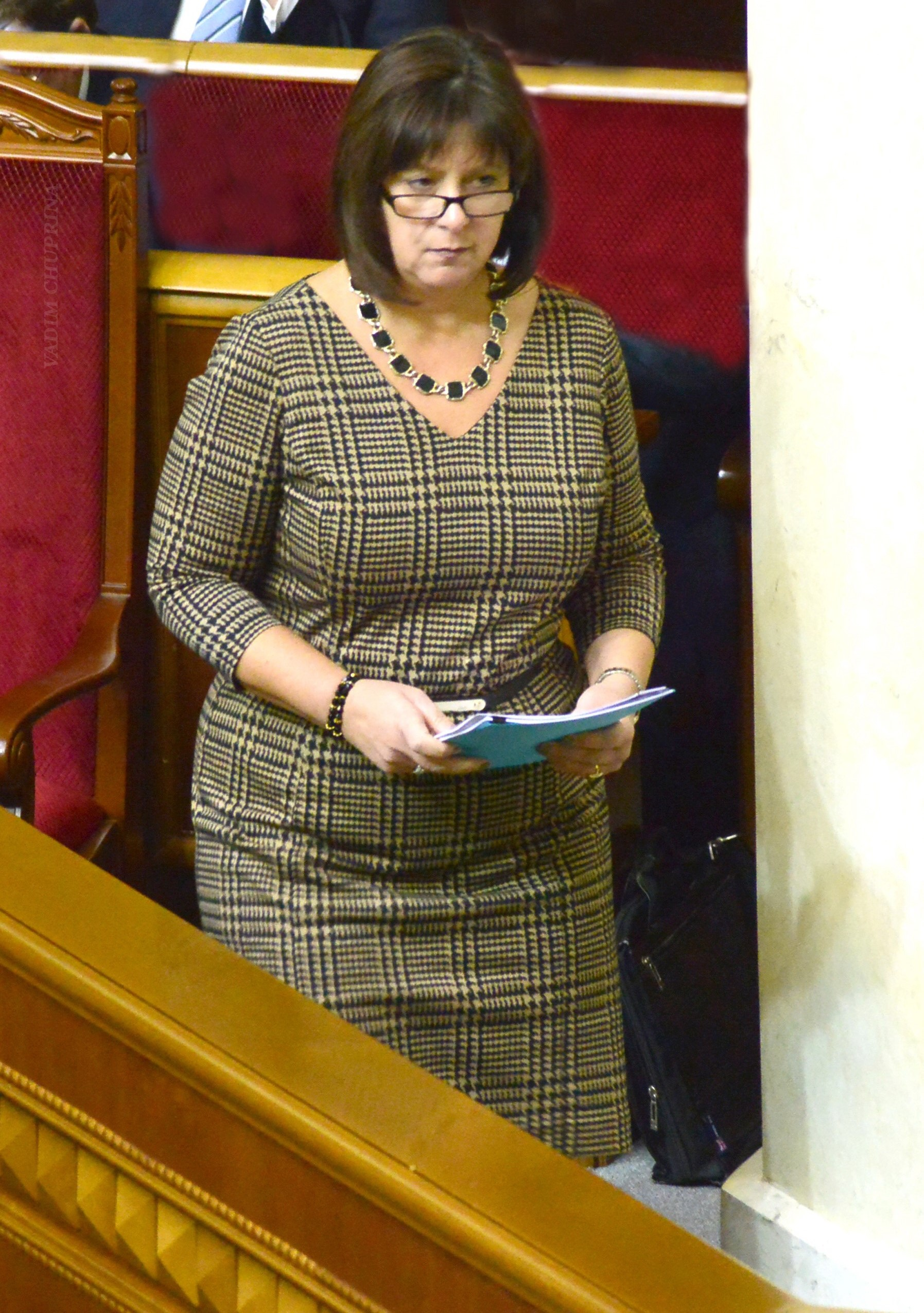
Наталья Яресько в Верховной Раде Украины, 2016 год

22 марта 2016 года Яресько заявила о своей готовности стать премьер-министром Украины.
В то же время утверждается, что её кандидатура не находит достаточной поддержки в парламенте. Впоследствии это подтвердил В. Б. Гройсман, в 2019 году засвидетельствовавший, что кандидатура Яресько наряду с Павлом Климкиным являлась потенциальной в преемничество премьер-министру Яценюку, однако обе они не нашли поддержки в парламенте.
14 апреля 2016 года Второе правительство Яценюка было отправлено в отставку. Наталья Яресько была лишена должности министра финансов, в новом Правительстве Гройсмана на эту должность был назначен Александр Данилюк.
В мае 2016 года Яресько возглавила наблюдательный совет новообразованного Аспен Института Киева, общественной неполитической организации по реализации программ лидерства для представителей различных сфер деятельности.
В октябре 2016 года Наталия Яресько стала сотрудником Евразийского центра Атлантического совета (Atlantic Council Dinu Patriciu Eurasia Center, Вашингтон, США), неправительственного аналитического центра в области международных отношений, обеспечивающего и обслуживающего идеологию развития НАТО; ныне она его заслуженный фелло. Старший советник Канадско-украинской торговой палаты (CUCC).
В 2017 году назначена главой органа, надзирающего за фискальной системой Пуэрто-Рико (PROMESA).

## Награды и признание
В 2003 году награждена орденом княгини Ольги III степени от Президента Украины «за активную деятельность в содействии процессам экономического развития Украины, формирование её позитивного инвестиционного имиджа».
В 2009 году была отмечена медалью Премьер-министра Украины за «весомый вклад в развитие двусторонних экономических отношений между Украиной и США».
В 2010 году вошла в 10 самых влиятельных иностранок на Украине по рейтингу журнала «Фокус».
В том же году возглавила «Топ-100 украинских бизнес-леди» от газеты «Дело».
44 место в рейтинге 100 самых влиятельных женщин Украины 2011 года.
В 2011 году получила Орден Николая Чудотворца от Украинской Православной Церкви Киевского Патриархата.

## Личная жизнь
Имеет двух дочерей — Дарью и Кристину. Кристина с 2016 года является студенткой Йельского университета. Муж — Игорь Фиглус (Ihor Figlus) — бывший партнёр по бизнесу и соучредитель Horizon Capital, однако позднее покинул компанию и занимался домашним хозяйством и детьми.
В 2010 году Яресько подала на развод, отсудив у бывшего мужа детей и практически всё совместно нажитое имущество, в том числе загородный особняк общей площадью 1267,5 м². Впоследствии Фиглус был лишён родительских прав за отказ выплачивать Яресько алименты.